# Moses Gill

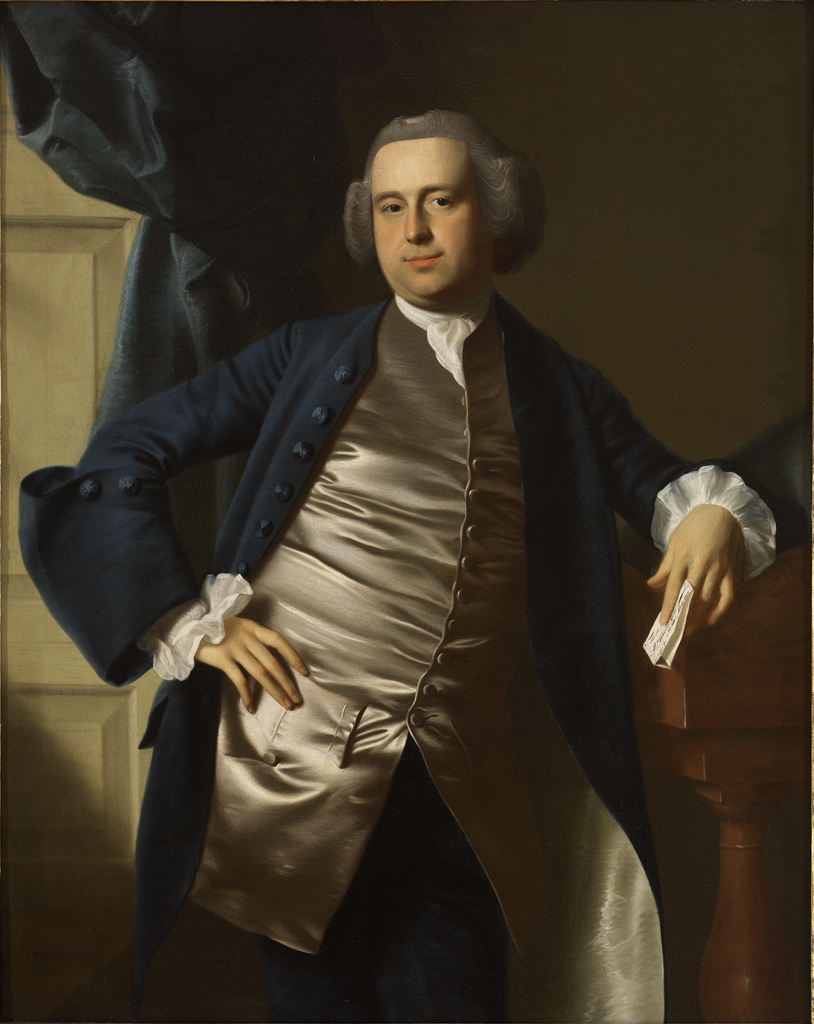
Moses Gill

Moses Gill (* 18. Januar 1734; † 20. Mai 1800 in Boston, Massachusetts) war ein US-amerikanischer Politiker und von 1799 bis 1800 amtierender Gouverneur des Bundesstaates Massachusetts.

## Frühe Jahre und politischer Aufstieg
Der Geburtsort von Moses Gill ist unbekannt. Er handelte mit Eisenwaren und wurde durch seine Heirat einer der größten Landbesitzer im Worcester County. Danach war er Richter an einem Berufungsgericht und Mitglied des Regierungsrates von Massachusetts. Im Jahr 1794 wurde er als Mitglied der Föderalistischen Partei zum Vizegouverneur seines Staates gewählt.

## Amtierender Gouverneur von Massachusetts
Nach dem Tod von Gouverneur Increase Sumner am 7. Juni 1799 musste Gill dessen Amtsgeschäfte übernehmen. Laut der Staatsverfassung behielt er den Titel eines Vizegouverneurs, da er die Amtsgeschäfte nur kommissarisch führte. Weniger als ein Jahr nach seinem Amtsantritt starb Moses Gill am 20. Mai 1800 in Boston. Damit war der Staat Massachusetts für zehn Tage ohne Gouverneur und ohne Vizegouverneur. Diese Zeit wurde zum einzigen Mal in der Staatsgeschichte (zuvor dreimal in der Provinzgeschichte) vom Regierungsrat des Staates unter Vorsitz von Thomas Dawes als Kollegialorgan überbrückt; 1918 wurde die Nachfolge zu Gunsten von mehreren Staatsämtern geändert. Bereits am 30. Mai 1800 wurde der neu gewählte Gouverneur Caleb Strong in sein Amt eingeführt.